# 欲望格斗
《欲望格鬥》（Battle Raper）是ILLUSION在2002年4月19日發售的3D格鬥類型日本成人遊戲，2004年1月15日發售DVDPG版。

## 角色
ZENON
一个很强大的生化兵器。是本游戏唯一的男性角色。在没有被改装以前，是如月舞的哥哥。
如月 舞
来找自己的哥哥。 速度很快，但攻击力不高。
蜂须贺 铃女
操关西方言的活泼少女。以一柄短剑为武器。
夏神 千速
国际刑警组织的特警。
华 桃丽
冷酷的半人半机器。在女性角色中攻击力最高。

## 外部連結
- ILLUSION （页面存档备份，存于）（日語）